# 田原村 (大分県)
田原村（たわらむら）は、大分県西国東郡にあった村。現在の杵築市の一部にあたる。

## 地理
桂川の上流域付近、走水峠の南西に位置していた。
- 山岳：大辻山[2]

## 歴史
- 1889年（明治22年）4月1日、町村制の施行により、西国東郡永松村、沓掛村、小野村、石丸村が合併して村制施行し、田原村が発足[1][2]。旧村名を継承した永松、沓掛、小野、石丸の4大字を編成[2]。
- 1954年（昭和29年）10月1日、西国東郡朝田村と合併し大田村を新設して廃止された[1][2]。

## 産業
- 農業[2]